# Наџаф (покрајина)
Покрајина Наџаф (арап. النجف‎‎ An Najaf) (или мухафаза Наџаф) је покрајина која се простире у централном и јужном делу Ирака. Главни град је Наџаф. Други по величини је град Ал-Куфа. Оба града се сматрају светим за шитске муслимане, који чине већину становништва. Пре 1976. године био је део покрајине Карбала.